# Tulpankjol
Tulpankjol, tulpanform, form som syftar på att man vänder upp och ned på en tulpan. Den är snäv upptill och nedtill och kupad däremellan. Runt midjan/linningen utvecklas kronbladen, det vill säga tyget veckas och rynkas för att likna en blomma, nedtill avslutas kjolen med ett band.